# إليزابيث إتش ويست
إليزابيث إتش ويست (بالإنجليزية: Elizabeth H. West)‏ هي أمينة مكتبة أمريكية، ولدت في 23 مارس 1873 في بونتوتوك في الولايات المتحدة، وتوفيت في 4 يناير 1948 في بينساكولا في الولايات المتحدة.